# Adapaleen
Adapaleen is een derdegeneratie-retinoïde die hoofdzakelijk wordt gebruikt bij de behandeling van acne. Adapaleen wordt verkocht onder de merknamen Differin en in India als Adaferin.